# Dekofficier
Een dekofficier (vroeger stuurman genoemd) is een gecertificeerde scheepsofficier in de dekdienst. Aan boord van een schip kan hij een zeereis plannen en de positie van het schip bepalen op elke plaats ter wereld. Hiervoor heeft hij veel kennis van kustnavigatie en astronomie. Zijn dagelijkse taak bestaat uit het manoeuvreren van het schip, rekening houdend met plaatselijke zeegang en zeedeining, wind en de scheepsstabiliteit.

## Overzicht
In de haven is er steeds een dekofficier op het dek van het schip die de ladingsoverdracht controleert.
Op zee staat de dekofficier op de brug van het schip en is hij verantwoordelijk voor de navigatie en veiligheid van het schip. Het is mogelijk dat de kapitein of een dekofficier hoger in rang deze verantwoordelijkheid tijdelijk overneemt. Hij moet twee keer per dag wacht lopen op de brug en tijdens deze wacht moet hij ook de GMDSS-luisterwacht uitvoeren.
Het is mogelijk dat er een aspirant of een cadet mee op de brug staat. Deze twee personen zijn beiden in opleiding om dekofficier te worden. De cadet heeft zijn studies nog niet voltooid, terwijl een aspirant reeds de nodige STCW-certificaten behaald heeft.
Verder zijn er nog andere verschillende matrozen op het schip die de dekofficier helpen bij het uitvoeren van zijn verantwoordelijkheden, namelijk de bootsman, volmatroos en lichtmatroos.

## Belangrijkste plichten van de dekofficier
1. Goede wacht lopen met een algemeen toezicht op het hele schip
2. Nagaan en noteren van alle activiteiten op de brug
3. De navigatietoestellen op hun werking nakijken
4. De goed voorbereide reisvoorbereiding volgen om aanvaring te voorkomen
5. Werken met de RADAR en ARPA
6. Werken met ECDIS
7. Vertrouwd zijn met de specifieke scheepssnelheid, draaicirkels en manoeuvreerbaarheid van het schip
8. Voortdurend GMDSS-luisterwacht houden voor elk soort noodgeval of algemene internationale signalen
9. Uitvoeren, nakijken en voorbereiden van een veilige reisvoorbereiding
10. De voorgeschreven procedures over het overbrengen van de wacht naleven
11. Op tijd vragen stellen aan de kapitein indien er onzekerheid is
12. De kapitein om hulp vragen wanneer die nodig is
13. Volledig thuis zijn met alle veiligheidssystemen aan boord van het schip
14. Op de gepaste momenten de signalisatie-apparatuur gebruiken
15. Alle instrumenten ter voorkoming van milieuverontreiniging en voor de veiligheid volledig kunnen gebruiken
16. Mag nooit de brug tijdens zijn wacht onbemand laten

Er zijn verschillende extra en aanvullende verplichtingen voor de dekofficier afhankelijk van zijn rang.